# Free soul of NONA REEVES
『free soul of NONA REEVES』（フリー・ソウル・オブ・ノーナ・リーヴス）は、NONA REEVESのコンピレーション・アルバムである。

## 概要
NONA REEVESデビュー10周年を記念した、free soulのプロデューサー橋本徹の選曲によるコンピレーション・アルバム。
2006年12月13日にJAPAN RECORDより発売された。

## 収録曲
1. 重ねた唇
作詞・作曲：西寺郷太
2. HIPPOPOTAMUS
作詞・作曲：西寺郷太
3. BAD GIRL
作詞：西寺郷太、作曲：西寺郷太・奥田健介
4. AS <Free Soul Mix>
作詞・作曲：スティーヴィー・ワンダー
  - スティーヴィー・ワンダーのカバー。
5. NEW SOUL
作詞：西寺郷太、作曲：西寺郷太・奥田健介
6. 土曜日の恋人
作詞・作曲：山下達郎
  - 山下達郎のカバー。
7. IF YOU WERE THERE
作詞・作曲：The Isleys
  - アイズレー・ブラザーズのカバー。
8. ソウル・フレンド - SOUL FRIEND
作詞：西寺郷太、作曲：西寺郷太・師岡忍
9. PEANUTS
作詞・作曲：西寺郷太
10. INTERLUDE: MEXICO CITY
作詞・作曲：西寺郷太
11. TUBE RIDER
作詞：西寺郷太、作曲：西寺郷太・小松シゲル・奥田健介
12. STOP ME
作詞・作曲：西寺郷太
13. THE GIRLSICK
作詞・作曲：西寺郷太
14. クリスマス・タイム <Free Soul Mix>
作詞：いしわたり淳治、作曲：西寺郷太
  - シングル&アルバムに収録されていたヴァージョンから歌詞が一部変更されている。
15. モーターマン
作詞：西寺郷太、作曲：奥田健介・西寺郷太
16. ジャクソン・ファイヴ・メドレー [LIVE]
作詞・作曲：The Corporation TM
  - ジャクソン5のライヴ・カバー。
  - 「I WANT YOU BACK」「ABC」「THE LOVE YOU SAVE」のメドレー。
17. NNRブレイクダウン ～サニーに捧ぐ～
作詞：西寺郷太、作曲：西寺郷太・奥田健介
18. LOVE TOGETHER
作詞・作曲：西寺郷太
19. UNDERGROUND
作詞・作曲：西寺郷太